# Kommunistische Partei Kanadas (Manitoba)
Die Kommunistische Partei Kanadas (Manitoba) (englisch Communist Party of Canada (Manitoba), CPC (M); französisch Parti communiste du Canada (Manitoba), PCC (M)) ist der Provinzialverband der Kommunistischen Partei Kanadas in Manitoba. Sie vertritt einen marxistisch-leninistischen Standpunkt. Vor 1924 benutzte die Partei den Namen Workers Party, zwischen 1943 und 1959 den Namen Labor-Progressive Party. Einst in der Legislativversammlung von Manitoba vertreten, konzentriert sich die CPC (M) heute hauptsächlich auf außerparlamentarische Aktivitäten.

## Geschichte
Die Partei stellte nach ihrer Gründung im Jahr 1921 bei jeder Wahl Kandidaten auf, konnte aber bis 1936 keinen Erfolg verzeichnen. 1934 versuchte die Partei, Streiks zu organisieren, insbesondere bei den Kupferminenarbeitern in Flin Flon. Die Partei wählte 1936 ihren ersten Abgeordneten in die Legislativversammlung von Manitoba. James Litterick wurde für den Wahlkreis Winnipeg gewählt. Bei den Provinzwahlen von 1941 wurde der Kriegsveteran des spanischen Bürgerkriegs, Bill Kardash, als einziger Kommunist gewählt. Kardash kämpfte mit dem Mackenzie-Papineau-Bataillon, einem Teil der Internationalen Brigaden. Kardash wurde 1943 zum Vorsitzenden der Partei gewählt. Bei den Wahlen von 1945, 1949 und 1953 war Kardash das einzige gewählte Mitglied der Partei. Kardash diente als Parteivorsitzender bis Dezember 1948, als William Cecil Ross seine Nachfolge antrat. 1958 wurde Kardash nicht wiedergewählt. Seitdem wurde kein Kommunist mehr in die Legislativversammlung von Manitoba gewählt. Bei den Kommunalwahlen hatte die Partei weiterhin einige Erfolge. Joseph Zuken war ein Kommunist, der bis 1983 im Stadtrat von Winnipeg tätig war. Ross zog sich 1981 als Parteivorsitzender zurück und wurde durch Paula Fletcher ersetzt. Später zog Fletcher 1986 nach Ontario und wurde später Abgeordnete des Stadtrats von Toronto, wo sie noch heute tätig ist. Der Abgang Fletchers und der Zerfall der Sowjetunion markierten die schlimmsten Jahre für die Partei. Bei den Provinzwahlen 1995 stellte sie keine Kandidaten auf. 1996 kam der kommunistische Aktivist Darrell Rankin aus Ontario, um die Führung der Partei zu übernehmen. Rankin blieb bis 2019 Vorsitzender. Seit 2019 ist Frank Komarniski Parteivorsitzender.

## Wahlergebnisse
| Wahl | Sitze total | Kandi- daten | Gew. Sitze | Stimmen | Anteil |
| ---- | ----------- | ------------ | ---------- | ------- | ------ |
| 1932 | 55          | 4            | 0          | 5635    | 2,21 % |
| 1936 | 55          | 26           | 1          | 5864    | 2,3 %  |
| 1941 | 55          | 1            | 1          | 4889    | 3,0 %  |
| 1945 | 57          | 13           | 1          | 10.566  | 4,8 %  |
| 1949 | 57          | 2            | 1          | 5243    | 2,7 %  |
| 1953 | 57          | 1            | 1          | 3812    | 1,4 %  |
| 1958 | 57          | 1            | 0          | 1207    | -      |
| 1959 | 57          | 3            | 0          | 1731    | 0,6 %  |
| 1962 | 57          | 2            | 0          | 816     | 0,3 %  |
| 1966 | 57          | 2            | 0          | 638     | 0,2 %  |
| 1969 | 57          | 2            | 0          | 744     | 0,2 %  |
| 1973 | 57          | 3            | 0          | 252     | 0,1 %  |
| 1977 | 57          | 4            | 0          | 299     | 0,1 %  |
| 1981 | 57          | 2            | 0          | 261     | 0,1 %  |
| 1986 | 57          | 5            | 0          | 356     | 0,1 %  |
| 1988 | 57          | 5            | 0          | 261     | 0,1 %  |
| 1990 | 57          | 1            | 0          | 25      | 0,0 %  |
| 1999 | 57          | 6            | 0          | 449     | 0,1 %  |
| 2003 | 57          | 5            | 0          | 334     | 0,1 %  |
| 2007 | 57          | 6            | 0          | 367     | 0,1 %  |
| 2011 | 57          | 4            | 0          | 179     | 0,0 %  |
| 2016 | 57          | 6            | 0          | 305     | 0,1 %  |
| 2019 | 57          | 5            | 0          | 189     | 0,0 %  |